# Woermann-Linie
La Woermann-Linie est une compagnie maritime allemande fondée à Hambourg en 1885. Elle est réputée être en son temps l'une des plus importantes compagnies maritimes d'Afrique. Ses activités prennent fin lors de la Seconde Guerre mondiale en 1941.

## Histoire
L'origine de la compagnie maritime date de 1849, lors de l'envoi d'un premier navire à voile de la maison de commerce Woermann en Afrique occidentale. Woermann ouvre des liaisons maritimes sur les côtes ouest-africaines dans les années 1870. La Woermann Linie ou Ligne Woermann est fondée le 15 juin 1885 par Adolph Woermann. L'entreprise assure alors un service de ligne de passagers et de fret vers les colonies allemandes avec deux navires. La flotte est renforcée lors de l'établissement du protectorat du Sud-Ouest africain allemand à partir de 1884. 
Après la mort d'Adolph Woermann en 1911, Eduard Woermann lui succède. En 1916, il vend la Woermann Line et la German East Africa Line à un consortium composé de Hamburg America Line, Norddeutscher Lloyd et Hugo Stinnes. Un an après la prise du pouvoir par le parti nazi, la réorganisation du transport maritime en 1934, conduit à la division des grands groupes de transport maritime. HAPAG (Hamburg America Line) et Norddeutsche Lloyd ont dû remettre leurs parts de la ligne Woermann au Reich allemand. En 1941, le Reich vend ces actions au fabricant de cigarettes Philipp F. Reemtsma, il les cèdent à l'armateur John T. Essberger. Après-guerre ce dernier continue les lignes africaines allemandes, mais pas la ligne Woermann.